# Malthonica lenkoranica
Malthonica lenkoranica là một loài nhện trong họ Agelenidae.
Loài này thuộc chi Malthonica. Malthonica lenkoranica được miêu tả năm 2005 bởi Guseinov, Yuri M. Marusik & Koponen.